# Arma secreta
Arma secreta es el noveno disco de la banda española de Heavy metal Barón Rojo, lanzado en 1997. 
El álbum, producido por Carlos de Castro, fue el único trabajo de la banda editado por el sello gallego Clave Records, el cual se grabó en los estudios Kilociclo de Madrid durante 1996 y salió al mercado al año siguiente. La base rítmica que acompañó a los hnos. Carlos y Armando de Castro en este disco, estuvo constituida por José Martos a la batería y Ángel Arias al bajo, siendo éste el bajista que más tiempo permanecerá en la banda a lo largo de toda su historia. Arma Secreta es el disco más heterogéneo de la banda en el que se mezclan canciones del viejo estilo del Barón como "Bajo tierra", "Comunicación" o "Todo me da igual", con otros temas con sonidos más acústicos, como "Arma secreta", "Hielo al Rojo", "Sobre este mundo hostil", "No odas" o "Robinsong".

## Lista de canciones
1. "Bajo tierra" - 4:11
2. "Arma secreta" - 4:41
3. "Todo me da igual" - 4:02
4. "No hay solución sin Rock and Roll" - 4:47
5. "Aquí estoy" - 4:30
6. "No odas" - 2:31
7. "Fugitivo" - 4:51
8. "Blues del teléfono" - 4:16
9. "Comunicación" - 4:05
10. "Sobre este mundo hostil" - 4:35
11. "Robinsong" - 3:44
12. "Hielo al rojo" - 3:22

## Formación
- Carlos de Castro - guitarra, voz
- Armando de Castro - guitarra, voz
- Ángel Arias - bajo, coros
- José Martos - batería, coros